# Фарфоровый завод Батенина
Фарфоровый завод Батенина — завод по производству посуды и предметов декоративно-прикладного искусства из фарфора в Российской Империи.

## История
В 1805 году был принят указ, согласно которому в Санкт-Петербурге запрещалось открывать производства, которые «требовали бы большое количество дров или великое число рук». Примерно в это время промышленник Батенин открыл на Выборгском тракте, на берегу Большой Невки небольшое фарфоровое производство. Место было выбрано исходя из упрощения логистики сырья: глина поставлялась водным путём из Черниговской губернии, кварц — из Олонецкой губернии, шпат привозился из Финляндии.
У завода периодически менялись хозяева, поэтому за производством закрепился целый ряд названий: «Завод наследников купца Батенина», «Завод Батениных», «Завод Батенина», «Завод Братьев Батениных», «Завод Девятова-Батениных».
Существуют различные мнения о времени создания завода. Некоторые историки называют 1814 год, некоторые — 1838 год.
Владелец завода Филипп Сергеевич Батенин не был основателем завода, хотя в ряде источников указывается, что производство было создано Сергеем Батениным, что опровергается архивными данными.
Фёдор Девятов приобрёл в 1811 году у купца Венкера участок земли с постройкой. Филипп Батенин в 1814 году купил у Девятова уже фарфоровый завод. В период между 1814 и 1815 годами совладельцем стал Пётр Батенин.
Производство развивалось динамично: в 1815 году было изготовлено 18873 предмета, в 1817 году — уже более 30000 предметов. За этот же период количество рабочих выросло с 18 до 65. С 1823 по 1830 год единственным владельцем завода был Филипп Батенин.
В 1829 году продукция завода была представлена на 1-й Всероссийской выставке мануфактурных изделий в Санкт-Петербурге и была удостоена золотой медали. После его смерти супруга Аграфена осталась без средств к существованию и не могла платить жалованье мастеровым. Она обратилась за помощью в Министерство Финансов. С 1832 года завод восстановил работу под руководством опекунов, в числе которых была сама Аграфена Батенина, а также купцы Пётр Куханов и Иван Емов. С 1832 года фирма была известна под названием «Наследники Батенина».
Фирменным стилем фарфора Батенина было изображение достопримечательностей Санкт-Петербурга на вазах и чашках.
Одно из известных клейм на фарфоре Батенина — аббревиатура «С.З.К.Б» в прямоугольной рамке. Самое раннее клеймо, встречающееся на изделиях, произведённых с 1814 по 1832 годы — буква «Б» курсивом.
Завод Батенина специализировался на посуде, скульптурные композиции на нём не выпускались.